# Erroyl Bing
Erroyl Carlyle Bing (Largo, 22 febbraio 1982) è un ex cestista statunitense.

## Palmarès
- Campionato svizzero: 1

Fribourg: 2007-08